# Santovenia de la Valdoncina
Santovenia de la Valdoncina es un municipio y lugar español de la provincia de León, en la comunidad autónoma de Castilla y León. Cuenta con una población de 2064 habitantes (INE 2024).

## Geografía
Integrado en la comarca de La Valdoncina, se sitúa a 9 kilómetros de León. El término municipal está atravesado por la Autovía Ruta de la Plata (A-66) y por la carretera nacional N-630, en el pK 153, además de por la carretera autonómica CL-622 (León - La Bañeza) y por carreteras locales que conectan con los municipios vecinos de Chozas de Abajo, Valverde de la Virgen, León y Onzonilla. 
| Noroeste: Valverde de la Virgen | Norte: León    | Nordeste: León     |
| Oeste: Valverde de la Virgen    |                | Este: Onzonilla    |
| Suroeste: Chozas de Abajo       | Sur: Onzonilla | Sureste: Onzonilla |

El relieve del municipio está definido por un altiplano con algunos páramos y elevaciones aisladas, como el cerro Las Naves (890 metros), situado al norte. Cuenta con algunos arroyos tributarios del Bernesga como son el arroyo de Oncina, eje orográfico más importante de la zona, el arroyo del Valle, que llega desde La Virgen del Camino para terminar uniéndose al de Oncina a la altura de Onzonilla y, por último, en la zona norte, el arroyo de Fontanillas, que discurre por las proximidades de Villacedré. La altitud oscila entre los 890 metros al norte-noroeste, y los 820 metros a orillas de un arroyo al este. El pueblo se alza a 841 metros sobre el nivel del mar.

## Historia
Perteneció a la antigua Hermandad de Valdoncina.
Hasta la reforma de la nomenclatura municipal de 1916 el municipio se llamaba simplemente Santovenia. En dicha fecha su nombre fue modificado por el de Santovenia de Valdoncina.

## Organización territorial
El municipio de Santovenia de la Valdoncina comprende los siguientes pueblos:
- Quintana de Raneros.
- Ribaseca.
- Santovenia de la Valdoncina.
- Villacedré.
- Villanueva del Carnero.

## Demografía
Cuenta con una población de 2064 habitantes (INE 2024).
| Gráfica de evolución demográfica de Santovenia de la Valdoncina entre 1842 y 2021 |
| |
| Población de derecho según los censos de población del INE. Población de hecho según los censos de población del INE. En 1857 disminuye el término del municipio porque independiza a Valverde del Camino. En 1860 disminuye el término del municipio porque independiza a Armunia. |

## Símbolos

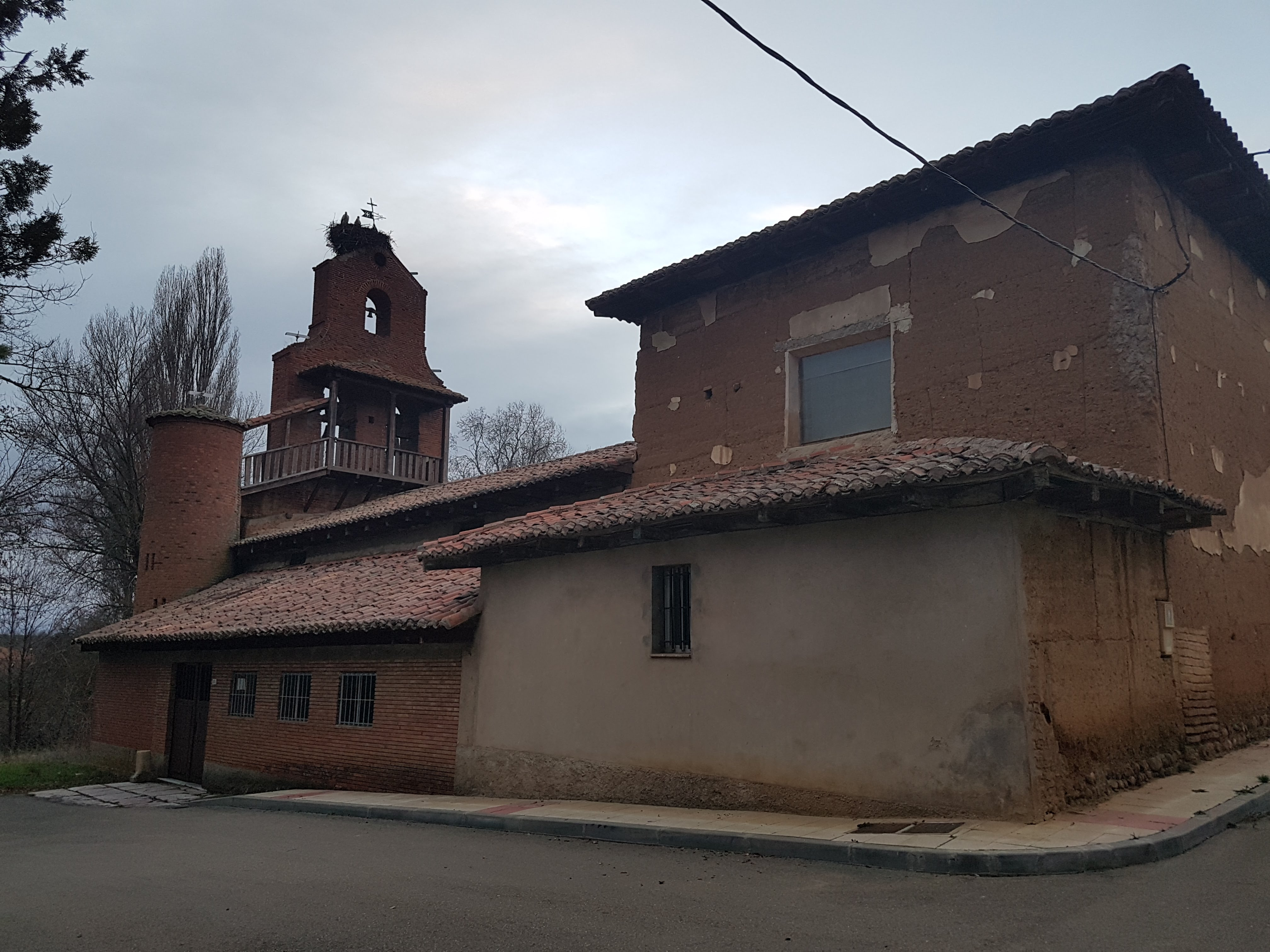
Iglesia de San Juan Evangelista

La bandera es cuadrada de proporciones 1:1 y es terciada en diagonal en bajo con ángulo al asta. El triángulo batiente es azul, la banda central banca y el triángulo al asta es verde, cargada al centro con el escudo de armas municipal en sus colores.